# Histoire de la Pennsylvanie
L'histoire de la Pennsylvanie, qui s'étend des Grands Lacs à l'Atlantique, tout en étant proche de la vallée de l'Ohio, fut marquée par une forte immigration et un dynamisme économique, intellectuel et politique qui ont conforté son rôle central dans l'histoire des États-Unis.

## L'époque des Amérindiens et des Suédois

La Nouvelle-Suède, à l'embouchure du fleuve Delaware, appartenait à la Pennsylvanie avant la création du Delaware.

Avant sa colonisation, la région était habitée par les Delawares (aussi connus sous le nom de Lenapes), les Susquehannock, Iroquois, Ériés, Shawnees, et d'autres tribus amérindiennes.
La forte influence suédoise issue de la colonisation de la Nouvelle-Suède sur les berges du fleuve Delaware entre 1638 et 1655 est toujours présente à l'époque des débuts de la Pennsylvanie, à laquelle elle est rattachée dans les années 1680. La Nouvelle-Suède, fondée par l'ancien gouverneur de la colonie néerlandaise plus au nord, Pierre Minuit, n'a existé que pendant 17 ans mais réussit néanmoins à enraciner durablement une communauté d'au moins 500 colons scandinaves. La nouvelle colonie de Pennsylvanie englobe en effet les trois comtés du futur État du Delaware, sa façade maritime avant la croissance de la ville de Philadelphie. La région intérieure n'est colonisée qu'au XVIIIe siècle.

## L'arrivée de William Penn

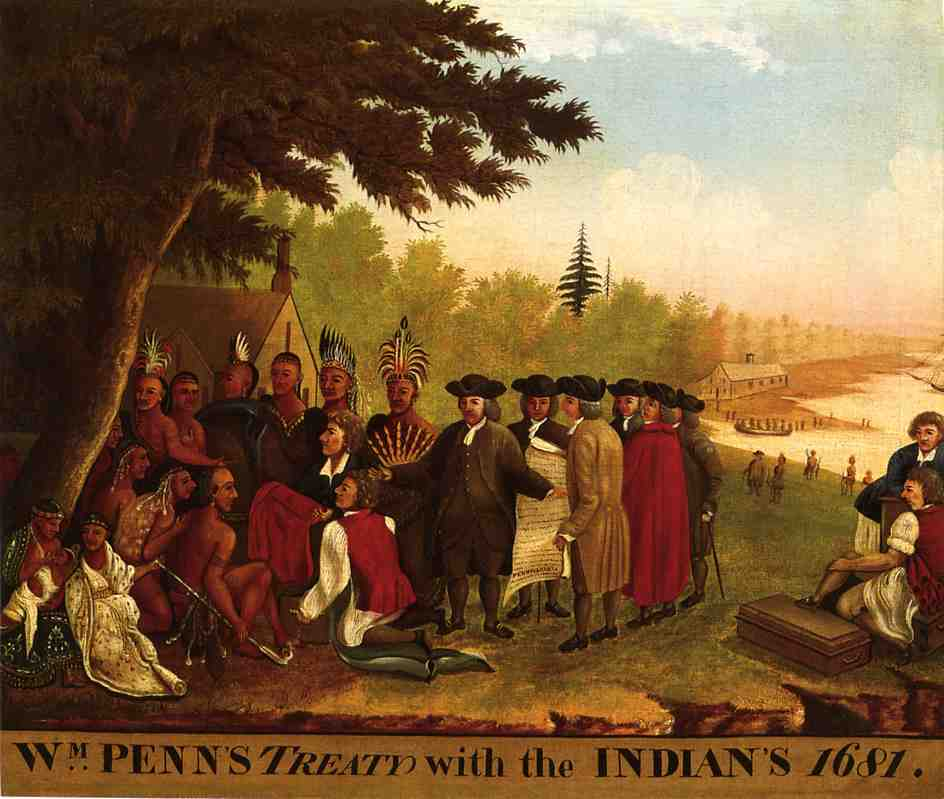
Le traité de William Penn avec les indiens, peinture de Edward Hicks

Le roi Charles II d'Angleterre avait contracté un emprunt important auprès du père de William Penn, le quaker qui a donné son nom à la Pennsylvanie. Ce dernier, renvoyé de l'université de Cambridge, est par ailleurs en procès contre l'Église d'Angleterre et exclu peu à peu de la société anglaise. Son père, amiral et contrôleur de la marine, trouve alors un arrangement avec le roi. Le souverain lui offre le 4 mars 1682 des terres en Amérique, au sud-ouest du New Jersey, loin des procès et des difficultés rencontrées en Angleterre. Là, il peut fonder une colonie, libre d'exercer sa religion. Le quaker y fonda la ville de Philadelphie, en y appliquant les préceptes de gouvernement d'une société libérale idéale. Penn appela la région Sylvania (forêt en latin), que le roi changea en Pennsylvanie. Les quakers ne venant pas en assez grand nombre pour peupler sa colonie, William Penn fit appel à des mennonites allemands, des frères moraves, des amish alsaciens, des presbytériens écossais et des baptistes irlandais et gallois. Le climat de tolérance religieuse encourage l'économie. Après la guerre de Trente Ans (1618-1648) dans l'empire germanique, 125 000 luthériens allemands s'installent en Pennsylvanie.

## Le poème des Allemands de Germantown contre l'esclavage

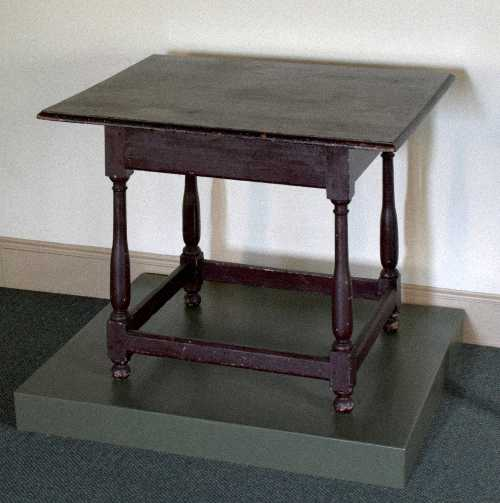
La table sur laquelle la protestation de 1688 a été rédigée et signée.

La Protestation de Germantown est un texte de protestation contre l'esclavage écrit en 1688 dès le début de la fondation de la Pennsylvanie. C'est le premier des colonies anglaises d'Amérique du Nord, sa réflexion prolongeant celle engagée dans le texte Enquiries into vulgar and common errors écrit en 1646 par l'écrivain puritain de la Première Révolution anglaise Thomas Browne. L'un des quatre coauteurs est le quaker mennonite Francis Daniel Pastorius, fondateur cinq ans plus tôt de la ville de Germantown, aujourd'hui incluse dans Philadelphie, en Pennsylvanie, première colonie allemande et point d'entrée qui permet l'arrivée d'une importante immigration ultérieure en provenance d'Allemagne et des pays ou régions sous influence culturelle allemande (Suisse, Alsace). Francis Daniel Pastorius est l'homme qui cinq plus tôt avait négocié l'achat de la terre avec William Penn. Rédigé comme un poème, en vers, le texte critique aussi l'usure et la transgression des principes de la religion dans des termes clairs et fleuris.
En 1693, un autre pamphlet du même type est publié par un autre quaker, George Keith. En 1696, la réunion annuelle des quakers à Annabelle, toujours en Pennsylvanie, met plus largement l'accent sur la nécessité de réfréner la traite négrière en réprimandant les membres qui achètent des esclaves importés, allant plus loin que la première protestation de 1688, disant simplement qu'il ne fallait pas faire aux Noirs ce qu'on aurait pas aimé subir soi-même.

## Une croissance démographique rurale mais très rapide

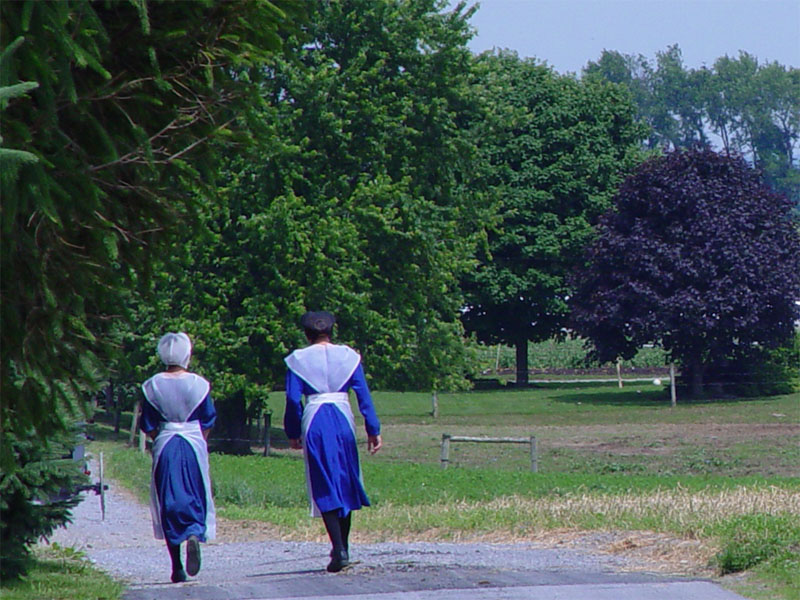
Femmes amish dans le comté de Lancaster, en Pennsylvanie.

La Pennsylvanie représente 20 000 âmes dès 1700, sur une population de 262 000 habitants qui se répartit principalement en Nouvelle-Angleterre, avec 120 000 âmes, dont 70 000 au Massachusetts et 30 000 au Connecticut. Vers 1750, la population de Philadelphie dépasse celle de Boston, mais l'essentiel des nouveaux arrivants sont des paysans parfois improvisés, qui fondent des villages où affluent les Amish allemands et alsaciens, les huguenots français et autres presbytériens écossais ou non conformistes anglais. Près de 125 000 luthériens allemands s'installent en Pennsylvanie. Dès 1766, l'imprimeur et journaliste Benjamin Franklin fait remarquer qu'un « tiers de la Pennsylvanie est allemande », avec 110 000 à 150 000 Allemands. En 1790, l'Amérique est encore très rurale, car les cinq premières agglomérations ne représentent que 136 000 habitants, soit seulement 5,5 % de la population. Plusieurs communautés Amish vont ensuite se figer dans le temps, conservant toutes les traditions datant de l'époque de leur arrivée.

## Forts de l'ouest, rébellion de Pontiac et «Paxton boys»

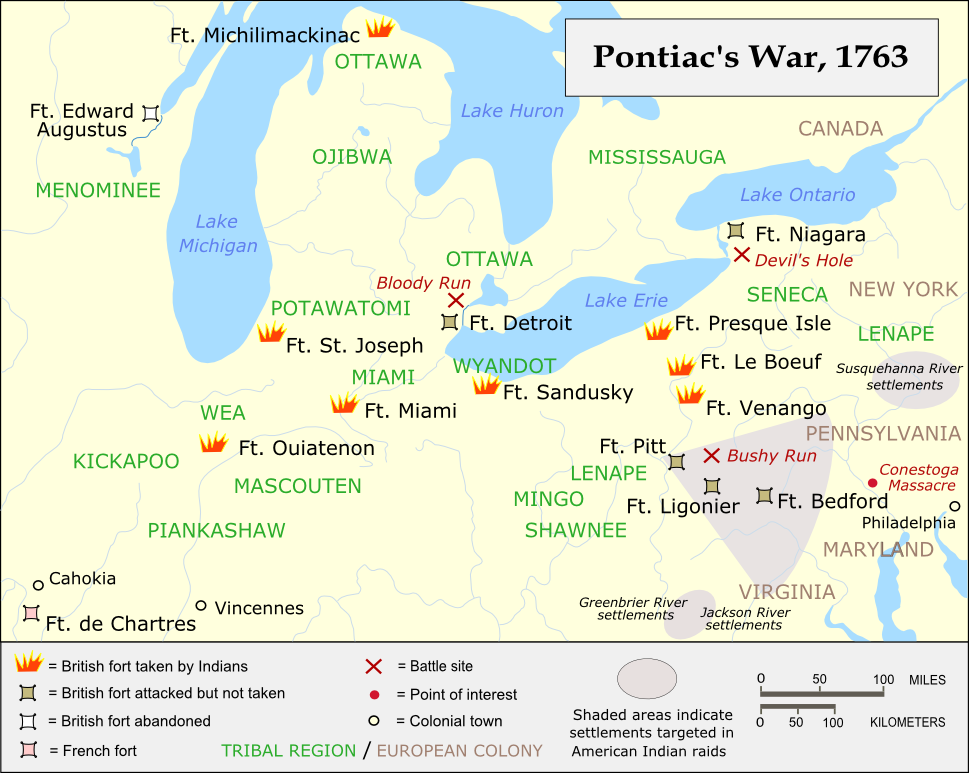
Forts et batailles de la guerre de Pontiac, en grande partie en Pennsylvanie

Après leur victoire contre les Français lors de la guerre de Sept Ans, les Britanniques prennent possession de la ligne de fortifications construite par Paul Marin de la Malgue à l'extrémité occidentale de la Pennsylvanie, comprenant le fort de la Presqu'île, le Fort Le Boeuf, le fort Machault et le fort Duquesne. Plusieurs furent détruits par les Amérindiens lors de la rébellion de Pontiac. Avant même la Guerre de sept ans, ces terres étaient convoitées, non pas par la Pennsylvanie, mais par le gouverneur de la Virginie, Robert Dinwiddie et le marchand John Hanbury III, allié aux frères de George Washington dans l'Ohio Company. Dans ce but, le 11 décembre 1753, trois ans avant le début de la guerre, Robert Dinwiddie charge George Washington de rencontrer les Français au Fort Le Boeuf, au prétexte d'une lettre au gouverneur de la Nouvelle-France. 
Les tribus de la vallée de l'Ohio, Delawares, Shawnees et Mingos, y avaient émigré au début du XVIIe siècle pour échapper à la domination des Britanniques, des Français et des Iroquois, sans affinités particulières avec les Français. Rassurés par la Proclamation royale de 1763, interdisant la colonisation à l’ouest des Appalaches, les Indiens signèrent une paix séparée avec les Britanniques à la condition que leurs troupes quittent la vallée. Ceux-ci renforcèrent au contraire les forts de la Frontière sauvage, ce qui conduisit les tribus de l'Ohio à repartir en guerre en 1763, dans le cadre la rébellion de Pontiac. La terreur qui en résulta convainquit les Pennsylvaniens de l'Ouest que leur gouvernement les protégeait très mal, d'où un soulèvement mené par un groupe d'auto-défense du village de Paxton, en Pennsylvanie, appelé les Paxton Boys. Ceux-ci s'attaquèrent aux Amérindiens dont la plupart vivaient paisiblement, convertis au christianisme, dans de petites enclaves au milieu des implantations européennes.

## La plus riche et la plus remuante des treize colonies

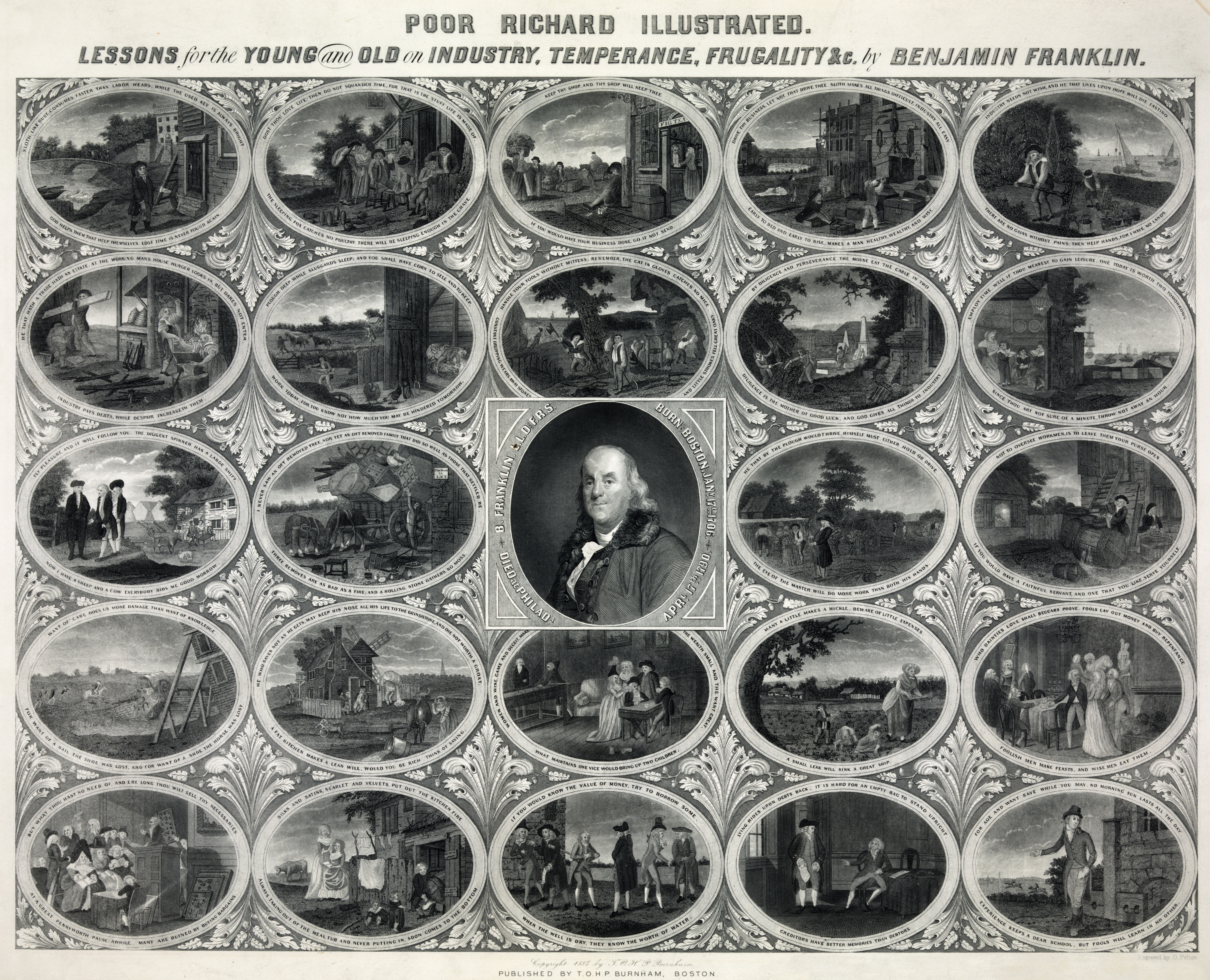
Gravure du XIXe siècle basée sur l’Almanach du Bonhomme Richard, montrant l’auteur entouré de vingt-quatre illustrations de plusieurs de ses meilleurs dictons.

Vers 1720-30, le pain est déjà trois fois moins cher qu'au Massachusetts, notamment qu'à Boston. La Pennsylvanie s'émancipe en 1760 de la tutelle seigneuriale des frères Penn, héritiers privilégiés du généreux fondateur. L'ambassadeur pour le procès à Londres n'est autre que Benjamin Franklin, un ancien imprimeur de Philadelphie entré au service des postes royales et en politique. Ayant commencé à publier l’Almanach du Bonhomme Richard le 28 décembre 1732, Franklin en a tiré pendant 25 ans réussite économique et popularité. L’almanach se vendait à plus de 10 000 exemplaires par an. Franklin y incluait des proverbes sur l’industrie et la frugalité, ou des paraboles empruntées à Lord Halifax, dont de nombreux aphorismes relèvent d’un « scepticisme de base dirigé contre les motivations des hommes, les mœurs, et l’époque. »
Après l'émancipation de 1760, seule la Couronne britannique est en mesure de lever taxes et impôts dans la colonie. La Pennsylvanie devient un contributeur net d'environ 500 000 livres par an, et ne reçoit au mieux que 60 000 livres de la puissance coloniale. Ces données fiscales, souvent niées par les autorités britanniques, rendent sensible la volonté de taxer à merci toute activité coloniale rentable, et contribuent à la montée d'un puissant sentiment indépendantiste en Pennsylvanie.
Dans les années 1770, la Pennsylvanie s'oppose frontalement au Stamp Act, véritable « taxe sur le savoir », ce qui en fait l'un des principaux foyers de la Révolution américaine. Après le succès des treize colonies insurgées, Philadelphie fait office de capitale des États-Unis jusqu'à l'achèvement de Washington, choisie en 1799 sur un site encore vierge pour ne privilégier aucune des treize ex-colonies. Les deux Congrès continentaux siégèrent dans cette ville où furent adoptées la Déclaration d'indépendance et la Déclaration des Droits.

## La deuxième des colonies par la population en 1780
La Pennsylvanie connut dans la 1re moitié du XVIIIe siècle, une forte immigration de familles modestes venues d'Allemagne et d'autres pays européens qui s'installèrent comme cultivateurs au pied des Appalaches et sur tout le territoire de la colonie, qui n'a pas une grande façade maritime. Ces familles sont nombreuses à s'être révoltées contre la domination britannique lors de la guerre d'indépendance des États-Unis.
La Pennsylvanie n'est alors plus seulement la plus riche et la plus remuante des colonies américaines mais aussi l'une des plus peuplées, juste derrière la Virginie, avec plus de 327 000 habitants en 1780. Sa population a été multipliée par quatre depuis 1750, une croissance plus rapide que dans toutes les autres colonies si l'on met à part le cas d'une autre colonie rurale qui a connu une forte immigration elle aussi, la Caroline du Nord. Au cours de cette période en général, l'accroissement naturel des treize colonies en général correspond à 95 % de leur croissance démographique, qui est globalement très rapide. En moyenne, le taux de mortalité y est d'environ 25 % contre une moyenne d'environ 35 % à 40 % en Europe. Parmi les causes possibles, les historiens évoquant un meilleur chauffage, meilleure alimentation et plus grande immunisation contre les épidémies car l'habitat est plus dispersé. La Caroline est cependant une des rares colonies où la croissance par l'immigration joue un rôle encore plus important que l'accroissement naturel. La Pennsylvanie se peuple par le biais de villages, tendance qui se poursuit lors de la décennie suivante : en 1790, l'Amérique est encore très rurale, car les cinq premières agglomérations ne représentent que 136 000 habitants, soit seulement 5,5 % de la population. À partir de 1790 ont lieu les premiers recensements par ville et par états, au moment d'une polémique nationale sur l'opportunité d'étendre la colonisation à l'ouest. Il est alors décidé que le seuil de 60 000 habitants doit être atteint avant de créer un nouvel État. 
| Année            | Population en 1750 | Population en 1780 | Position en 1780 |
| Virginie         | 180 000 habitants  | 538 000 habitants  | 1er en 1780      |
| Pennsylvanie     | 85 000 habitants   | 327 000 habitants  | 2e en 1780       |
| Caroline du Nord | 51 000 habitants   | 270 000 habitants  | 3e en 1780       |
| Massachusetts    | 188 000 habitants  | 260 000 habitants  | 4e en 1780       |
| Maryland         | 116 000 habitants  | 245 000 habitants  | 5e en 1780       |
| Connecticut      | 111 000 habitants  | 206 000 habitants  | 6e en 1780       |
| New York         | 76 000 habitants   | 210 000 habitants  | 7e en 1780       |
| Caroline du Sud  | 45 000 habitants   | 180 000 habitants  | 8e en 1780       |
| New Jersey       | 51 000 habitants   | 139 000 habitants  | 9e en 1780       |
| Rhode Island     | 33 000 habitants   | 52 000 habitants   | 10e en 1780      |
| New Hampshire    | 27 000 habitants   | 87 000 habitants   | 11e en 1780      |
| Géorgie          | 5 200 habitants    | 56 000 habitants   | 12e en 1780      |
| Maine            | 0 habitant         | 49 000 habitants   | 13e en 1780      |
| Vermont          | 0 habitant         | 47 000 habitants   | 14e en 1780      |
| Delaware         | 19 000 habitants   | 45 000 habitants   | 15e en 1780      |
| Kentucky         | 0 habitant         | 45 000 habitants   | 16e en 1780      |
| Tennessee        | 0 habitant         | 10 000 habitants   | 17e en 1780      |

## L'arrivée des réfugiés français de Saint-Domingue à Asylum
En 1793, deux mille réfugiés français de Saint-Domingue arrivent à Philadelphie avec leurs esclaves, fuyant la révolution noire. Peter Stephen DuPonceau (en) et Stephen Girard, déjà installés à Philadelphie, les conseillent via la French Benevolent Society of Philadelphia. À l'automne 1793, plusieurs dizaines sont déjà repartis s'installer sur la Frontière sauvage, dans l'est de la Pennsylvanie,  pour fonder la colonie agricole d'Asylum, le long de la rivière de Susquehanna, guidés par le marchand Matthias Hollenback et soutenus par le sénateur de Pennsylvanie, Robert Morris, spéculateur et financier de la guerre d'indépendance, et son associé John Nicholson, contrôleur général de la Pennsylvanie. Parmi les colons, Aristide Aubert du Petit-Thouars, Colin de Sevigny, le duc de La Rochefoucauld-Liancourt ou bien le Marquis de Blacons.

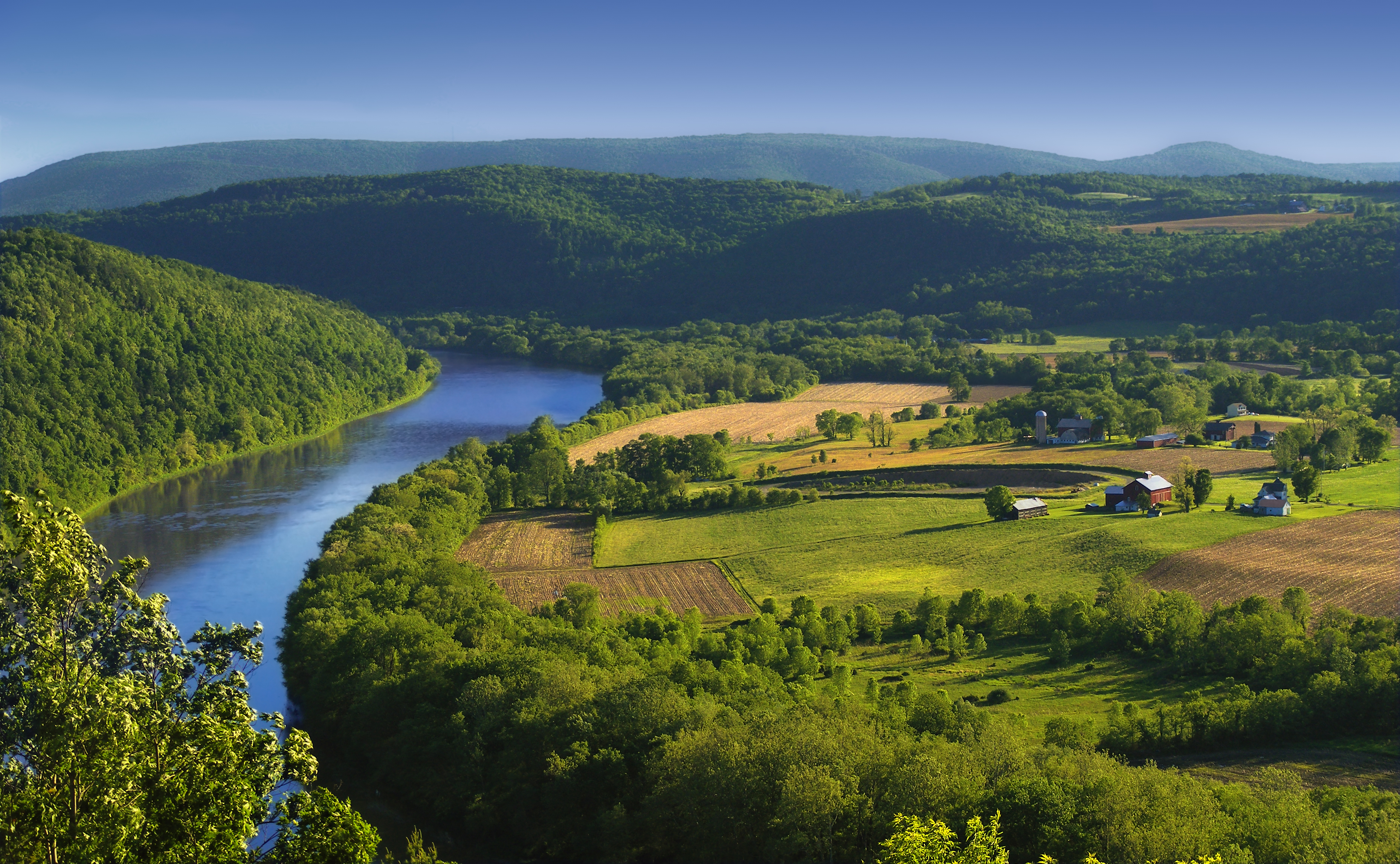
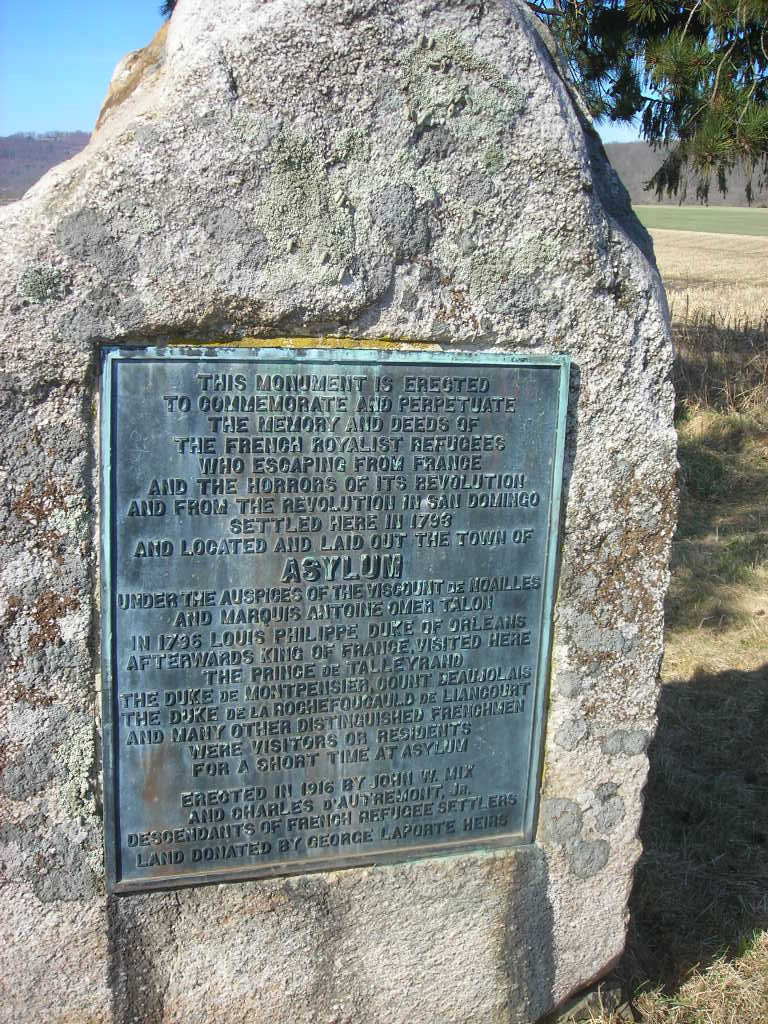
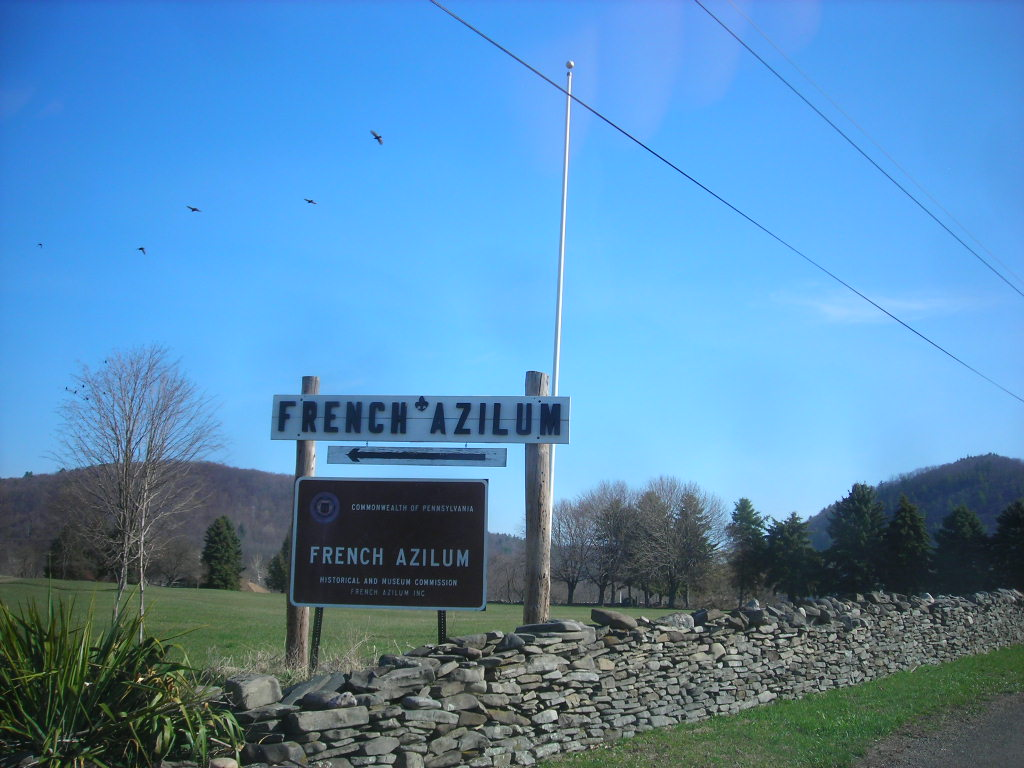
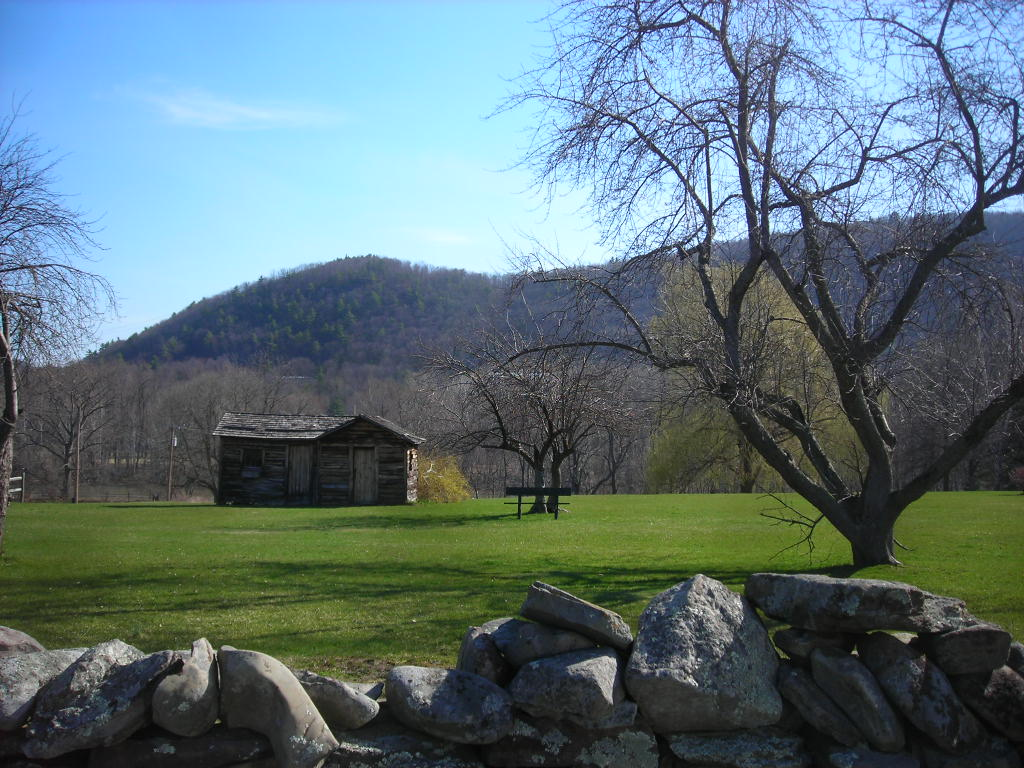
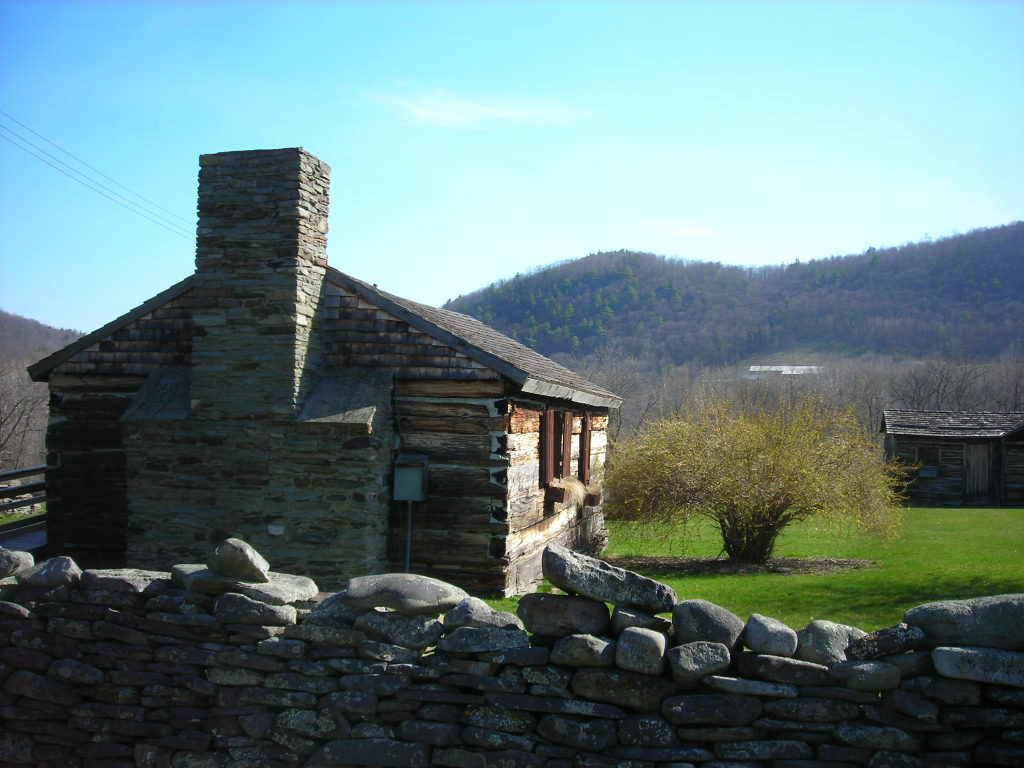

## Trois capitales successives
Quand les Treize colonies obtiennent leur indépendance en 1784, leur dette ne vaut plus rien. Thomas Jefferson, secrétaire d'État et leader républicain, veut son refinancement. Alexander Hamilton, secrétaire au Trésor et leader fédéraliste, obtient en échange que Philadelphie soit capitale fédérale. La bourse de Philadelphie naît ainsi en 1790, sur Chestnut street, pour coter un emprunt fédéral de 8 millions de dollars, qui restructure cette dette. Les ex-créanciers hollandais acceptent alors en 1794 de financer par des obligations la spéculation sur des millions d'acres à l'ouest de New York et de Washington. Philadelphie cote aussi dès 1791 l'action de la First Bank of the United States (l'État n'en détient que 20 %). La bourse de Philadelphie permet à la ville de rester la capitale financière des États-Unis, même lorsque la capitale politique est transférée à Washington, une ville créée pour la fonction. Elle le restera jusqu'à la Panique de 1837. Dotée d'un nouveau siège en 1832, reliée à New York en janvier 1833 par un Pony Express du Journal of Commerce, puis en 1840, par un télégraphe optique (miroirs le jour et flash lumineux la nuit) conçu par le courtier William C. Bridges, la bourse de Philadelphie devient la même année un satellite de New York.

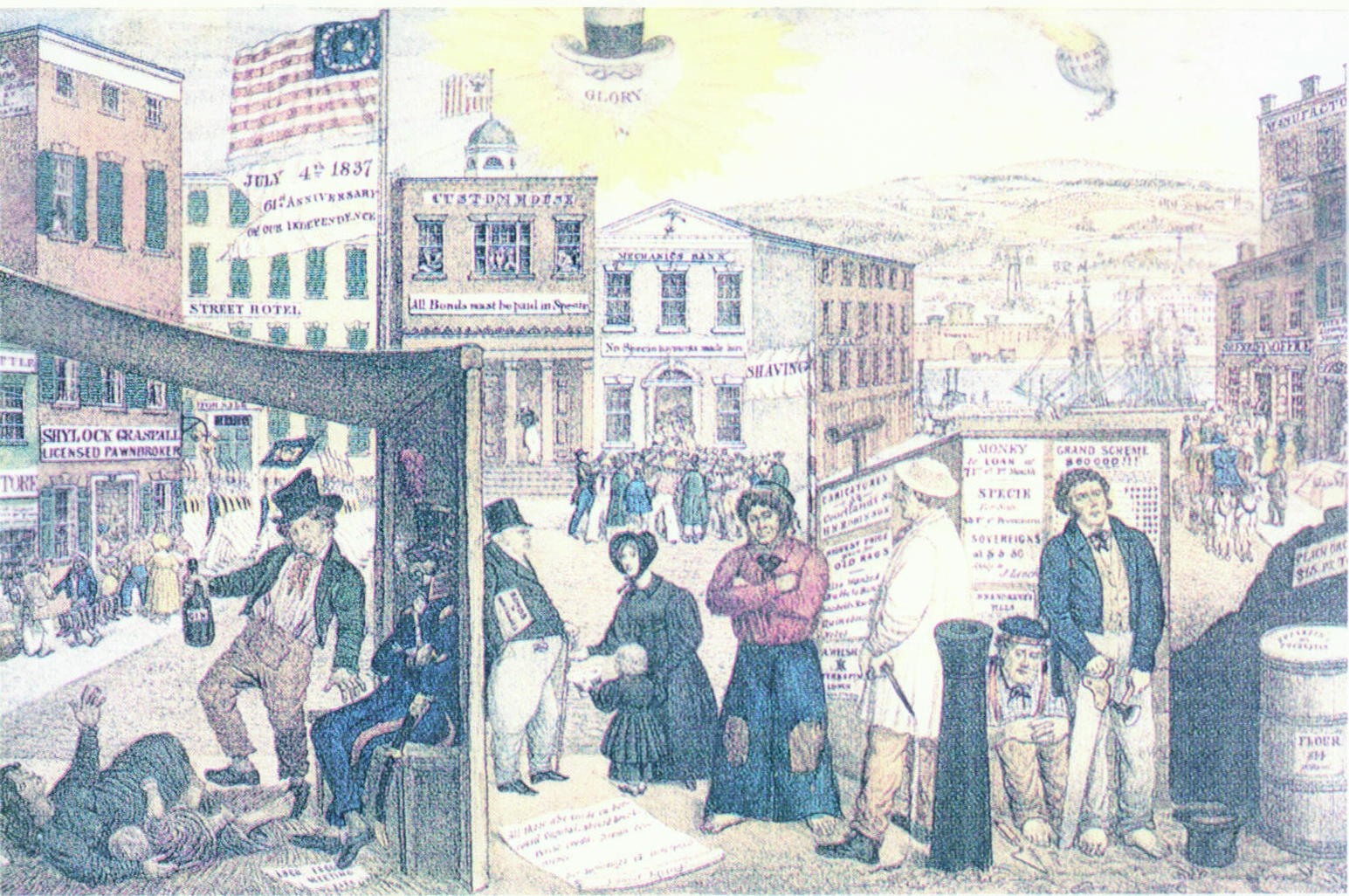
Fustigée par les affiches des Whig, la Panique de 1837 fragilise le système bancaire de la Pennsylvanie. Après la crise économique, New-York sera de facto la nouvelle capitale financière.

Afin d'occuper une position géographiquement plus centrale, la capitale de l'État de Pennsylvanie fut déplacée de Philadelphie à Lancaster en 1799, puis à Harrisburg en 1812. Durant la révolution américaine, Lancaster avait déjà été brièvement la capitale de toutes les colonies, le 27 septembre 1777, quand le Congrès continental avait dû fuir Philadelphie, conquise par l’armée britannique. Après s’être réuni pendant une journée, le Congrès se déplaça à York, en Pennsylvanie. Lancaster sera la capitale de l’État de 1799 à 1812. Au cours du XIXe siècle, Harrisburg a ensuite pris le relais et devint le centre d'un important trafic ferroviaire et des industries (sidérurgie) se développèrent autour de la ville.

## La découverte du pétrole en 1859

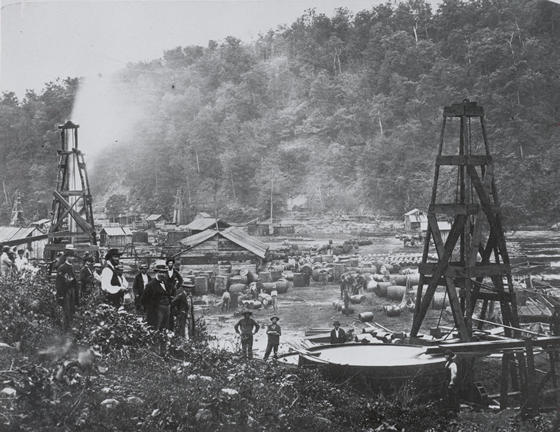
Les débuts de l’exploitation du pétrole en Pennsylvanie.

L'expansion de l’Industrie pétrolière dans le nord-ouest de la Pennsylvanie, non loin de l'Ohio, débuta en 1859, lorsqu'Edwin Drake, un ancien contremaître des chemins de fer, fora le premier puits de pétrole moderne de l'histoire américaine. On savait que le sous-sol de la vallée d'Oil Creek contenait des poches d'hydrocarbures, mais on ignorait comment l'extraire méthodiquement. Le « colonel » Edwin L. Drake, reprit la prospection sur un terrain affermé du sud de Titusville. Très vite, il fallut des chalands pour acheminer les fûts de pétrole chez les grossistes, sur des barges qui descendaient le cours de l’Oil Creek jusqu'à Oil City sur l'Allegheny River. Là, les barils étaient transbordés sur des vapeurs jusqu'à Pittsburgh. En quelques années, les techniques de transport s'affinent. Dès 1862 des entrepreneurs financèrent la construction de la ligne ferroviaire Oil Creek and Titusville Railroad, reliant Titusville à Corry, fréquentée par les trains des grandes lignes de chemin de fer transcontinentales. Et en 1865, on entreprit de poser des pipelines jusqu'aux gares. Entre 1862 et 1868, huit raffineries se sont créées dans la région en profitant de l'excellente qualité du pétrole, très léger, et donc facile à raffiner. La demande en forets et trépans amena l'ouverture de forges. La population de Titusville passa de 250 à 10 000 habitants. Le premier millionnaire du pétrole fut un de ses citoyens, Jonathan Watson, propriétaire du terrain où Drake effectua son premier forage exploitable.

## Grande dépression
En raison de la crise économique qui frappe les États-Unis à partir de 1873, les vagabonds sont de plus en plus nombreux et sont persécutés par les groupes de vigilantes organisés par les plus fortunés. Le vice-président de la Pennsylvania Railroad Alexander Cassat organise sa propre milice pour chasser tous les vagabonds de l’État. Pour réprimer les grèves, la Garde nationale dirigée par le général J.K Siegfried se montre particulièrement brutale. À la fin des opérations, elle avait fait plus d'une centaine de morts dans l’État.
En 1897, pour protester contre les salaires d'un dollar environ par jour et l'obligation qui leur était faite de tout acheter dans les magasins de la compagnie, 400 mineurs majoritairement d'origine slave défilent en direction de la mine Pardee. Le shérif et des miliciens payés par le patronat ouvrent le feu sur la manifestation, tuant 19 mineurs et en blessant 39 autres — dont beaucoup d'une balle dans le dos, car les miliciens poursuivirent les poursuivirent. Les 87 miliciens inculpés seront tous acquittés par la justice au cours d'un procès à la tonalité particulièrement xénophobe.

## L'élection présidentielle de 2016
La Pennsylvanie fait partie des trois États traditionnellement démocrates qui ont fait basculer l'issue de l'élection présidentielle de 2016, en votant par une très courte majorité pour le candidat républicain Donald Trump, lui permettant d'empocher les grands électeurs de l'État et ainsi la majorité du Collège électoral des États-Unis, ce qui lui assure l'élection à la Maison Blanche, même s'il accuse un retard important dans le vote populaire à l'échelon national. Ces trois États sont : 
- la Pennsylvanie (12,7 millions d'habitants), emportée par Donald Trump par 46 809 voix d'avance ;
- le Wisconsin (5,7 millions d'habitants), emporté par Donald Trump par 22 177 voix d'avance ;
- le Michigan (9,9 millions d'habitants), emporté par Donald Trump par 10 704 voix d'avance.

En Pennsylvanie, un décompte en cours des électeurs de l'État, effectué à la demande de la candidate écologiste Jill Stein, montre le 2 décembre une diminution de l'avance de Trump, revenue à 49 000 voix au lieu de 71 000 avant ce décompte, mais celui-ci n'est encore que partiel et pas encore obligatoire, Jill Stein ayant abandonné son recours devant les juridictions de l'État et attendant encore le résultat de celui intenté à l'échelon fédéral. La diminution de l'avance de Trump dans cet État s'explique par une meilleure prise en compte des votes par correspondance. Le nouveau décompte fait état d'un écart de seulement 0,71 % mais les lois de l'État prévoient un écart inférieur à 0,5 % pour déclencher automatiquement un recomptage obligatoire à l'échelle de l'ensemble de l'État.